# Липљен
Липљен (лат. Thymallus thymallus) је слатководна риба која припада фамилији Salmonidae.
- Латински назив Thymallus thymallus

- Локални називи: липен, липљан, липан

- Макс. дужина: Варира

- Макс. маса: 2

- Време мреста: од априла до средине маја

## Опис и грађа
Тело липљана је витко и издужено, покривено релативном ситном, али чврстом крљушти. Леђа липљана краси необично велико и дугачко леђно пераје металноплаве боје са 3 - 4 реда крупних црвених и љубичастих пега. Он има малу главу, која се сужава у зашиљени шпиц са малим једва видљивим устима и слабо развијеним кукастим зубима. Доња пераја су пепељасте боје са бледоцрвеним и виолетним преливом на врху, а репно пераје је црвенкастобакарно, а бочно пераје је сиво са црвеним преливом. На боковима иза главе има неправилно распоређене црне пеге. Изнад трбушних пераја, са обе стране тела, има црвенкасте преливе. За време мреста, нарочито код мужјака, све боје су јаче изражене..

## Навике, станиште, распрострањеност
Липљен обитава у средњем делу евроазијског континента. У Европи га има од Урала на истоку, до Велике Британије на западу. На северу га има на Канином и Колском полуострву и североисточним деловима Скандинавије. Јужна граница горњи ток реке Урал, притоке горњег и средњег тока реке Каме и Волге и басен горњег, средњег и доњег тока Дунава. Најјужније подручје липљена на Балкану и у Европи уопште је река Љућа са Плавским језером. Липљен је риба хладних вода и често живи заједно са поточном пастрмком иако има своје подручје. За разлику од пастрмке он воли мирнији, мање бујичав и релативно већи ток. Живи у мањим јатима. Липљен живи у тзв."пастрмским“ водама: брзим, чистим и хладним потоцима или рекама. Липљен је бржи ловац на мушице, које падају, или само додирују у лету водену површину. 
У водама Србије и Црне Горе липљен живи искључиво у водама дунавског слива. То су Тара, Дрина, Ључа, Ибар, Ћехотина, Комарница, Лим, Студеница, Рзав. У водама јадранског слива нема липљана. Изузетак је река Соча, где живи аутохтона врста - сошки липљен и река Морача где липљена има од извора па све до 20 km од Подгорице.

## Размножавање
Липљен је риба чији мрест зависи од температуре и већином се обавља од априла до средине маја. У планинским, хладним рекама, мрест, управо због температуре воде почиње нешто касније. Женка баца икру у близини места боравка, под условом да су воде дубоке, а и да су сви остали услови повољни. Икру полаже у јаме дубоке 50 – 100 cm. У неповољним условима, липљен на мрест одлази у оближње потоке са топлијом водом и погоднијим дном. Такве миграције су уобичајене код језерских врста јер се липљен не може мрестити на великим дубинама. Полну зрелост стиче у трећој години, док је потпуно полно зрео у својој четвртој и петој години. Плодност липљена није велика. У зависности од старости, женка положи у просеку 3 000 - 6 000 јајашаца икре..
У нашим рекама Србије липљан се мрести при температури воде од 6 до 10 °C. На плодност и на мрест липљана у Србији велики утицај имају еколошки чиниоци, који на многим нашим водама утичу да мрест успе сваке пете године.